# Курсёль-сюр-Мер (кантон)
Курсёль-сюр-Мер (фр. Courseulles-sur-Mer) — кантон во Франции, находится в регионе Нормандия, департамент Кальвадос. Расположен на территории двух округов: десять коммуны входят в состав округа Байё, одиннадцать — в состав округа Кан.

## История
Кантон образован в результате реформы 2015 года. В него были включены отдельные коммуны упраздненных кантонов Крёлли, Дувр-ла-Деливранд и Ри.
С 1 января 2016 года состав кантона изменился: коммуны Ангерни и Коломби-сюр-Тан объединились в новую коммуну коммуны Коломби-Ангерни.

## Состав кантона с 1 января 2016 года
В состав кантона входят коммуны (население по данным Национального института статистики за 2018 г.):
- Анель (591 чел.)
- Анизи (734 чел.)
- Арроманш-ле-Бен (481 чел.)
- Базанвиль (136 чел.)
- Бали (1 081 чел.)
- Банвиль (789 чел.)
- Берньер-сюр-Мер (2 286 чел.)
- Вер-сюр-Мер (1 644 чел.)
- Грей-сюр-Мер (714 чел.)
- Дувр-ла-Деливранд (4 999 чел.)
- Коломби-Ангерни (1 105 чел.)
- Крепон (209 чел.)
- Кресрон (1 132 чел.)
- Курсёль-сюр-Мер (4 242 чел.)
- Лангрюн-сюр-Мер (1 879 чел.)
- Люк-сюр-Мер (3 228 чел.)
- Мёвен (140 чел.)
- Плюмто (213 чел.)
- Сен-Ком-де-Френе (261 чел.)
- Сент-Круа-сюр-Мер (241 чел.)
- Сент-Обен-сюр-Мер (2 313 чел.)

## Политика
На президентских выборах 2022 г. жители кантона отдали в 1-м туре Эмманюэлю Макрону 34,7 % голосов против 19,9 % у Марин Ле Пен и 17,6 % у Жана-Люка Меланшона; во 2-м туре в кантоне победил Макрон, получивший 66,4 % голосов. (2017 год. 1 тур: Эмманюэль Макрон – 27,4 %, Франсуа Фийон – 23,7 %, Жан-Люк Меланшон – 16,9 %, Марин Ле Пен – 16,7 %; 2 тур: Макрон – 72,1 %. 2012 год. 1 тур: Франсуа Олланд — 29,5 %, Николя Саркози — 28,8 %, Марин Ле Пен — 14,1 %; 2 тур: Олланд — 51,8 %).
С 2021 года кантон в Совете департамента Кальвадос представляют член совета коммуны Арроманш-ле-Бен Седрик Нувло (Cédric Nouvelot) (Республиканцы) и вице-мэр коммуны Люк-сюр-Мер Кароль Фрюжер (Carole Frugère) (Разные правые).
|                | Кандидаты                           | Партия                   | Первый тур | Первый тур     | Второй тур | Второй тур |
| Кол-во голосов | Кандидаты                           | Партия                   | % голосов  | Кол-во голосов | % голосов  |            |
| -------------- | ----------------------------------- | ------------------------ | ---------- | -------------- | ---------- | ---------- |
|                | Седрик Нувло Кароль Фрюжер          | Разные правые            | 4 419      | 48,52          | 5 755      | 64,78      |
|                | Брижитт Ватрен Филипп Шотто         | Разные левые             | 2 652      | 29,12          | 3 129      | 35,22      |
|                | Иван Бамбини Лоранс Фреман          | Национальное объединение | 1 434      | 15,75          |            |            |
|                | Эльза Жоли-Малом Жан-Франсуа Коллар | Прочие                   | 602        | 6,61           |            |            |

|                | Кандидаты                        | Партия                  | Первый тур | Первый тур     | Второй тур | Второй тур |
| Кол-во голосов | Кандидаты                        | Партия                  | % голосов  | Кол-во голосов | % голосов  |            |
| -------------- | -------------------------------- | ----------------------- | ---------- | -------------- | ---------- | ---------- |
|                | Кристин Дюран Седрик Нувло       | Правый блок             | 3 437      | 28,77          | 6 092      | 56,95      |
|                | Жан-Пьер Лависс Кристель Пушен   | Социалистическая партия | 2758       | 23,09          | 4605       | 43,05      |
|                | Сильвен Пишери Даниэль Фольо     | Национальный фронт      | 2462       | 20,61          |            |            |
|                | Франсис де Бургуэн Мирелла Регар | Разные правые           | 1590       | 13,31          |            |            |
|                | Сильвен Ланнеар Фабьян Лис       | Разные левые            | 1488       | 12,46          |            |            |
|                | Вероник Ривьер Ив Руйе           | Крайне левые            | 211        | 1,77           |            |            |